# 苯胺盐酸盐
苯胺盐酸盐是一种芳香胺的的盐酸盐，是无色片状晶体，它可由苯胺和盐酸反应得到。苯胺盐酸盐可溶于水，在30ω%以上浓度的乙醇水溶液中，随着乙醇浓度的增加，其溶解度快速下降。

## 制备
苯胺盐酸盐可由弱碱性的苯胺和浓盐酸发生中和反应得到：
{\displaystyle {\ce {C6H5NH2\ + HCl -> C6H5NH3^+Cl^-}}}
此外，实验室还能通过锡和盐酸还原硝基苯得到。
{\displaystyle {\ce {2C6H5NO2\ + 3Sn\ + 14HCl -> 2C6H5NH3^+Cl^- \ + 3SnCl4\ + 4H2O}}}

## 化学性质及用途
苯胺盐酸盐可以和强碱反应，生成苯胺：
{\displaystyle {\ce {C6H5N^+ H3Cl^- \ + NaOH -> C6H5NH2\ + NaCl\ + H2O}}}
苯胺盐酸盐是一种染料的中間体，将其浸渍到纤维上并对其氧化，可以得到一种叫做苯胺黑的不溶性黑色染料，可用于染色。此外，亚硝酸在5 °C以下与之反应，生成重氮盐的氯化物，和酚盐混合，发生重氮偶合反应，产生红色至黄色的颜色，用于染色。
{\displaystyle {\ce {C6H5N^+ H3Cl^- \ + HNO2 -> C6H5N^+ NCl^- \ + 2H2O}}}
{\displaystyle {\ce {C6H5N^+ NCl^- \ + C6H5ONa -> C6H5\ - N=N\ - C6H5OH}}}
苯胺盐酸盐和亚硝胺反应而显色，被用于亚硝胺的检验。